# Riwal
Riwal ou Riwall Meur Marzhou, en latin : Riwalus (mort vers 520) est un dux breton chef de l'émigration bretonne en Armorique au début du VIe siècle et fondateur de lignée des rois de Domnonée.

## Origine
La Chronicon brittanicum (couchée sur papier au XVe siècle) indique pour l'année 511 ou 513 selon les versions, que sous le règne des fils du roi Clovis arrivent en Armorique des Bretons venant de la Bretagne d'outre mer (transmarini Britones in minorem Britanniam). Leur chef ou dux est un nommé Riwal (latin Riwalus). La vita de Winnoc rédigée au IXe siècle à partir de sources des VIe et VIIe siècles précise que ce Riwalus Britanniae dux est le fils d'un certain Deroch.
La Chronique de Saint-Brieuc indique que les chefs des Bretons séjournant dans les îles étaient Urbien, Donot et Riwall Meurmarzou, frères germains, fils de Deroch fils de Gwithol fils d'Urbien fils de Catou fils de Gerenton
. Cette généalogie recoupe assez correctement celles des rois de Domnonée insulaire (Dunmonia), contenues dans l'« Ach Morgan ab Owain  » du MS 20 du Jesus College antérieur à 1200 et du « Bonedd y Saint » (XIIe siècle) étudiées notamment par Rachel Bromwich qui comprennent un Cado fils de Geraint fils d'Erbin/Urbien, et il semble qu'il y ait là une confusion entre les lignées.
La liste de souverains du cartulaire de Landévennec recopiée aux IXe et XIe siècles commence avec deux noms: Rivelen Mor Marthou (Grand chevalier)  et Rivelen Meurmazhou; il semble qu'il s'agisse en fait du même personnage, dupliqué, que celui évoqué dans la chronique de Saint-Brieuc, le premier prince de Domnomée:  Riwal Meur Marzhou, c'est-à-dire « aux grandes merveilles ».
Bernard Merdrignac souligne que dans les différentes Vita, Rivalus est alternativement présenté comme « Domnonicae partis ducem » (Vita de Guénolé IXe siècle) , « roi de Cornouaille » pour la Vita de Guénaël  (XIe siècle) ou comme le « fondateur d'un royaume double en Bretagne et en Armorique » (Vita de Lunaire IXe – Xe siècles).

## Implantation
Riwal une fois arrivé en Bretagne négocie un accord avec les Francs pour  posséder et exercer en paix son autorité sur la future Domnonée. Le roi des Francs lui donne congé pour l'habiter, cultiver donner et vendre  sur sa parole (latin sub verbo). Le traité est selon la vita de Winnoc de « l'année 513 à l'époque du roi Clotaire » mais Léon Fleuriot estime qu'il doit avoir été conclu avec le frère de Clotaire, Childebert Ier le roi de Paris qui contrôlait la Neustrie dont la politique d'alliance avec les Bretons, ses voisins, semble plus suivie. Riwal doit d'abord marcher contre les barbares qui s'y trouvaient depuis 509, des Goths et des Frisons conduit par leur roi Corsold. Après les avoir exterminés, il répartit ensuite les domaines vacants entre ses compagnons et bâtit des églises. Selon Arthur de la Borderie, il serait mort vers 520.
Contrairement à la thèse classique d'Arthur de La Borderie de bretons insulaires fuyant devant l'avancée des Anglo-Saxons, Léon Fleuriot estime que l'arrivée de cette nouvelle vague d'émigration bretonne à partir de 500 parait être une des conséquences d'un traité conclu vers 497 entre Clovis et les populations gallo-romaines d'Armorique. De ce fait, l'installation de Riwal qui, après avoir « pris l'avis de ses compagnons des deux sexes, pris avec lui un feu de braises et un coq... », arrive en petite-Bretagne et se fait reconnaître comme ri des Bretons, à tout l'aspect d'une émigration ou d'une colonisation organisée et planifiée avec le roi des Francs Childebert Ier, dont l'influence s'étend outremer.

## Postérité
La vita de Winnoc, qui le présente comme son descendant, fait de Riwal l'ancêtre de la lignée des roi de Domnomée armoricaine :  
Riwal engendre Deroch père de Riatham père de Iona père de Judual père de Juthaël père du roi saint Judicaël qui régna en Bretagne.
Arthur de La Borderie et plus récemment A.J. Raude ont fait le constat que la liste de noms comprenait trop de générations immédiatement après Riwal. Le premier estimant « l'entassement impossible de quatre générations en 20 ans » propose de supprimer radicalement de la liste Riatham, « mentionné dans aucun document historique », et voit en lui un fils ainé de Deroch mort avant d'avoir régné et un frère de Iona A.J. Raude à partir du même constat considère que Deroch est une épithète qu'il interprète à partir du gallois Der c'est-à-dire: obstiné indompté latinisé en Ferox et attribué à plusieurs personnages, dont Riwal lui-même et son fils Riatham.
Le personnage du dux Riwal a été incorporé dans plusieurs Vita de saints bretons postérieurs . Il a même lui-même été considéré comme un saint sous le nom de Saint Riware.

## Articles liés
- Saint Riware
- Liste des princes de Domnonée armoricaine

## Sources
- Arthur de La Borderie, Histoire de Bretagne, vol. I, Mayenne, Joseph Floch imprimeur éditeur (réédition), 1975,
- (en) Peter Bartrum, A Welsh classical dictionary: people in history and legend up to about A.D. 1000, Aberystwyth, National Library of Wales, 1993, p. 652-653  RIWAL, prince of Domnonée in Brittany.
- André Chédeville et Hubert Guillotel, La Bretagne des saints et des rois Ve – Xe siècle, Éditions Ouest-France, 1984, 423 p. (ISBN 2-85882-613-7), p. 77,79,82,140-41.
- Léon Fleuriot, les Origines de la Bretagne, Paris, éditions Payot, 1980, 353 p. (ISBN 2228127108)
- Christian Y.M. Kerboul, Les royaumes brittoniques au très haut Moyen Âge, Sautron, Éditions du Pontig, 1997, 254 p. (ISBN 2 951031033).
- Louis Lemoine et Bernard Merdrignac Corona Monastica. Moines bretons de Landévennec, histoire et mémoire celtique Mélange offerts au Père Marc Simon. Presses universitaires de Rennes , Rennes, 2004  (ISBN 9782753500280). Bernard Merdrignac « Généalogies et secrets de famille.»
- Bernard Merdrignac, D'une Bretagne à l'autre. Les migrations bretonnes entre histoire et légendes, Rennes, Presses universitaires de Rennes, 2012, 292 p. (ISBN 9782753517769), p. 161,165-68,216,231,234,236,243
- Alan-Joseph Raude, L'origine géographique des Bretons armoricains, Lorient, Dalc'homp Sonj, 1996, 170 p. (ISBN 9782905929105),